# Metropolitanato de Caldia, Cheriana y Céraso
El metropolitanato de Caldia, Cheriana y Céraso (en griego: Ιερά Μητρόπολη Χαλδίας, Χεροιάνων και Κερασούντος) es una diócesis vacante de la Iglesia ortodoxa perteneciente al patriarcado de Constantinopla, cuya sede estaba en Argirópolis (la actual Gümüşhane) en Turquía. Su titular llevaba el título de metropolitano de Caldia, Cheriana y Céraso, el más honorable ('hipertimos') y exarca del Helenoponto (en griego: Ο Χαλδίας, Χεροιάνων και Κερασούντος υπέρτιμος και έξαρχος Ελενοπόντα). Es una antigua sede metropolitana de la provincia romana de Helenoponto en la diócesis civil del Ponto y en el patriarcado de Constantinopla.

## Territorio
El territorio del metropolitanato se encuentra en las provincias de Giresun, Gümüşhane y Trebisonda. El área del metropolitanato limita al norte con el mar Negro y con los metropolitanatos de Trapezus y Rodópolis; al este con los metropolitanatos de Trapezus, Rodópolis y la arquidiócesis greco-ortodoxa de Teodosiópolis (de la Iglesia ortodoxa de Antioquía); al sur con la arquidiócesis de Teodosiópolis y el metropolitanato de Colonia; y al oeste con los metropolitanatos de Colonia y de Neocesarea.
Además de Gümüşhane, otras localidades del metropolitanato son: Giresun (la antigua Céraso), Şiran (la antigua Cheriana), Kelkit, Torul y Tonya.

## Historia
La diócesis de Céraso está documentada en las Notitiae Episcopatuum del patriarcado hasta el siglo XV, primero como sufragánea de Neocesarea y luego, desde finales del siglo XI, como un sede metropolitana sin sufragáneas.
Hay varios obispos conocidos de la antigua diócesis bizantina de Céraso, muchos de los cuales participaron en los concilios ecuménicos del primer milenio cristiano: Gregorio en el Concilio de Éfeso (431), Graciano en el Concilio de Calcedonia (451), Teofilacto en las últimas sesiones del tercer concilio de Constantinopla (680-681), Narsés en el Concilio de Trullo (691-692), Juan en el Concilio de Nicea II (787) y Simeón en el Concilio de Constantinopla de 879-880 que rehabilitó al patriarca Focio.
Otros obispos son conocidos gracias a la existencia de sus sellos episcopales; estos son León, Klemes y un anónimo, que vivió entre los siglos IX y XIII.
En una fecha desconocida entre 1085 y 1147 Céraso fue elevada al rango de sede metropolitana. El primer metropolitano conocido es Niceto, quien firmó un crisobulus de Nicéforo III en 1079. La metrópolis todavía está documentada hacia 1621. En 1644 pasó a ser un exarcado patriarcal, hasta que su territorio fue anexado al de la sede metropolitana de Trapezus en octubre de 1698. Aunque luego volvió a ser un exarcado patriarcal, en julio de 1774 fue de nuevo anexada a Trapezus.
El área de Argirópolis en la provincia de Caldia fue parte del metropolitanato de Neocesarea hasta circa 840 cuando fue creado el metropolitanato de Trapezus, con Cheriana como una de sus diócesis sufragáneas. Argirópolis pasó a ser parte del Imperio de Trebisonda, cuando en 1204 fue creado el Imperio latino de Constantinopla. En 1479 fue ocupada por el Imperio otomano. En una fecha no determinada entre 1624 y 1653 Cheriana pasó a ser una arquidiócesis autocéfala y en julio de 1767 fue elevada a metropolitanato con el nombre de Caldia y Cheriana y con sede en Gümüşhane (el nombre turco de Argirópolis).
El 12 de diciembre de 1913 Giresun (nombre turco de Céraso) fue separada de Trapezus y combinada con la metrópolis de Caldia y Cheriana. Esta nueva sede fue llamada metropolitanato de Caldia, Cheriana y Céraso. En 1915 la ciudad de Giresun tenía alrededor de 12 000 ortodoxos griegos. Gümüşhane fue ocupada por Rusia el 20 de julio de 1916, que la abandonó el 15 de febrero de 1918. Entre enero y noviembre de 1920 el área del metropolitanato fue parte de la República del Ponto, pero fue ocupada de nuevo por los turcos. Tras el Tratado de Lausana de 1923, para poner fin a la guerra greco-turca, se implementó un intercambio de poblaciones entre Grecia y Turquía que condujo a la extinción completa de la presencia cristiana ortodoxa en el territorio del metropolitanato de Trapezus.

## Cronología de los obispos

### Obispos de Céraso
- Gregorio † (mencionado en 431)
- Graciano (o Gratidiano) † (antes de 451-después de 458)
- Teofilacto † (mencionado en 680)
- Narsés † (mencionado en 692)
- Juan † (mencionado en 787)
- León † (circa siglo IX)
- Simeón † (mencionado en 879)
- Anónimo † (siglo XI)
- Niceto † (antes de 1079-después de 1082)[14]
- Pedro † (mencionado en 1147)[15]
- Miguel † (después de 1174)[16]
- Klemes † (siglo XIII)
- Cirilo † (mencionado en 1360)
- Aquiles † (mencionado en 1393)
- Calixto † (mencionado en 1483)
- Teofanes † (mencionado en 1572)
- Eutimio † (mencionado en 1590)
- Partenio † (mencionado en 1596)
- Neófito † (mencionado en 1613)

### Metropolitanos de Caldia y Cheriana
- Sofronio † (noviembre de 1790-13 de noviembre de 1818 falleció)
- Silvestre II † (enero de 1919-6 de agosto de 1830 falleció)
- Teófilo † (septiembre de 1830-17 de febrero de 1864 falleció)
- Gervasio † (14 de julio de 1864-1 de mayo de 1905 renunció)
- Lorenzo † (1 de mayo de 1905-12 de diciembre de 1913 elevado a metropolitano)

### Metropolitanos de Caldia, Cheriana y Céraso
Lorenzo † (12 de diciembre de 1913-25 de octubre de 1922 trasladado al metropolitano de Filipo)	
- Basilio † (25 de octubre de 1922-10 de mayo de 1924 depuesto)
  - Sede vacante (1924-1930)
- Basilio † (19 de junio de 1930-2 de octubre de 1930 trasladado al metropolitanato de Drama) (por segunda vez)
  - Sede vacante (1930-1943)
- Cirilo Axiotis † (10 de octubre de 1943-1 de mayo de 1991 falleció)
  - Sede vacante (1991-1999)
- Espiridon Papageorgiou † (19 de agosto de 1999-4 de septiembre de 2000 suspendido)
  - Sede vacante (desde 2000)